# Jafari (sjiisme)
De jafari (Arabisch: جعفرية, ǧaʿfarīya) of ook wel de jaafari, de ithna ashri, de twaalvers of de imamieten, is de belangrijkste en grootste religieuze stroming binnen het sjiisme; circa 8 tot 10% van alle moslims volgen deze stroming. Deze ideologische stroming speelt tevens een grote rol in onder andere Irak, Iran en Libanon.

## Geloofsleer
De opvattingen binnen de jafari worden uitgesplitst in de akhbari's en de usuli's. De eerste groep is van mening dat gewone sjiieten niet moeten afgaan op de mening van islamitische geleerden, maar enkel en alleen op de Hadiths en de Koran, terwijl de tweede groep rationele argumenten gebruikt om recht toe te passen om te verbreken, zolang dat niet strijdig is met de Hadith of de Koran.
De jafari geloven in de woorden van de twaalf imams die na de profeet Mohammed leefden. Dit is de reden waarom de jafari ook wel "twaalvers" genoemd worden en het geloof zelf het "twaalversjiisme". De jafari geloven dat twaalf imams net als de profeten zondeloos zijn, dit in tegenstelling tot de soennieten die enkel in de zondeloosheid geloven van profeten. De woorden van de twaalf imams, zoals die uit de overlevering bekend zijn, zijn voor jafari autoriteit op het gebied van het geloof. Verder gelooft men dat Mohammed al-Mahdi, de twaalfde imam, op de dag des oordeels zal wederkeren. 
In Turkije worden de alevieten ook wel "Jafari" (Caferi) of Kizilbasj genoemd. De naam Jafar of Cafer zou verwijzen naar de zesde van de twaalf imams: imam Ja'far al-Sadiq.

## Imams
De twaalf imams van de jafari zijn:
1. Imam Ali
2. Imam Hassan
3. Imam Hoessein
4. Imam Ali Zain al-Abidien
5. Imam Mohammed al-Baqir
6. Imam Jafer Sadiq
7. Imam Moesa al-Kazim
8. Imam Ali ar-Rida
9. Imam Mohammed at-Taqi
10. Imam Ali al-Hadi
11. Imam Hasan al-Askari
12. Imam Mohammed al-Mahdi